# Hot AC
Hot adult contemporary (Hot AC) – nazwa muzycznego formatu radiowego, odmiany adult contemporary, prezentującego wybraną według określonych kryteriów muzykę z lat 90. i współczesnych. 
Grupą docelową formatu są głównie „młodzi dorośli”: kobiety i mężczyźni w wieku 25–44 lat.
Hot AC nazywany jest czasem Hot Adult Top 40, chociaż w praktyce jest między nimi różnica: stacje Hot AC w odróżnieniu od Adult Top 40 kładą nacisk na starsze nagrania, zamiast na nowości.

## Historia i ewolucja formatu
Pod koniec lat 80. wiele stacji radiowych, grających dotychczas w formacie Top 40, postanowiło skupić się na bardzo atrakcyjnej i stale powiększającej się grupie docelowej 25-34 lat. W 1994 roku amerykański Billboard zauważył ten trend i zaczął publikować listę przebojów Adult Top 40: popularnych w grupie docelowej 25–34 lata piosenek. Były to piosenki skierowane dla dojrzałego audytorium: nie interesującego się ciężkimi odmianami rocka (np. hard rock), młodzieżową muzyką pop (tzw. teen pop), stroniącego od muzyki dance, hip-hopu czy nadmiaru wolnych, balladowych piosenek. Do kanonu Adult Top 40 zalicza się wykonawców takich jak Nickelback, Sheryl Crow, Maroon 5, The Fray, No Doubt, Shania Twain, Avril Lavigne, Kelly Clarkson, Alanis Morissette, Vanessa Carlton i 3 Doors Down.
Obecnie format Hot AC nie unika rocka, grając jednak tylko wybrane propozycje grup takich jak Goo Goo Dolls, Bon Jovi czy Aerosmith. Od czasu do czasu można również usłyszeć odrobinę wyselekcjonowanej muzyki dance wykonawców takich jak Paula Abdul, Kylie Minogue, Rihanna czy niektórych utworów Madonny takich jak „Music” i „Ray of Light”. Hot AC czerpie również z formatu alternative i bardzo chętnie prezentuje wybrane nagrania, o zabarwieniu popowym, grup takich jak Red Hot Chili Peppers, The All-American Rejects, Linkin Park, Third Eye Blind, Fall Out Boy czy Pink. W XXI wieku i tylko w obszarach zamieszkiwanych przez mniejszości afroamerykańskie stacje Hot AC grają wybrane, o zabarwieniu popowym pozycje wykonawców takich jak Akon, Beyoncé Knowles, The Black Eyed Peas, Ne-Yo i The Pussycat Dolls.